# (9978) 1994 AJ1
A (9978) 1994 AJ1 a Naprendszer kisbolygóövében található aszteroida. Kobajasi Takao fedezte fel 1994. január 7-én.